# Одобешть (Молдова)
Одобешть (рум. Odobești) — село у Ніспоренському районі Молдови. Входить до складу комуни, адміністративним центром якої є село Валя-Трестієнь.

## Населення
За даними перепису населення 2004 року у селі проживали 88 осіб, усі — молдавани.